# San Martín de Laspra
San Martín de Laspra (en asturiano y oficialmente Samartín) es una entidad singular de población, con la categoría histórica de Pueblo, perteneciente a Castrillón, en el Principado de Asturias (España). Se enmarca dentro de la parroquia de Laspra y alberga una población de 240 habitantes (INE 2009).
La iglesia parroquial presenta vestigios del arte asturiano, concretamente en una de sus ventanas.

## Barrios
Población (Salinas): 4717 habitantes. (INE 2009)
San Martín de Laspra se encuentra dividido en pequeños barrios:
- Alvaré: 53 habitantes.
- El Cabildo: 4 habitantes.
- El Cueto (El Cuetu): 59 habitantes.
- Fondon (El Fondón): 14 habitantes.
- El Gallo: 6 habitantes.
- Garabiza: 28 habitantes.
- Navalon: 44 habitantes.
- Las Pedreras:	8 habitantes.
- La Vallina: 24 habitantes.